# 멀홀랜드 드라이브
《멀홀랜드 드라이브》(영어: Mulholland Drive)는 2001년 공개된 미국의 느와르 미스터리 영화이며, 데이비드 린치가 감독과 각본을 맡았다. 2001 칸 영화제 감독상 수상작이자 2002 세자르상 외국어영화상 수상작이다. 이 영화를 통해 배우 나오미 왓츠는 스타로 발돋움 했으며, 배우 앤 밀러의 마지막 장편 작품이기도 하다. 오늘날 린치 감독 최고작 가운데 하나이자 21세기 수작 가운데 하나로 평가 받고 있다.
본디 린치 감독은 텔레비전 작품용으로 염두에 두었고, 열린 결말로 끝내려 했다. 1999년에 작품 상당 부분을 이미 촬영했지만, 촬영분을 본 경영진 반대로 텔레비전 작품은 무산되었다. 결국 린치 감독은 엔딩을 추가해 영화로 완성했다.

## 줄거리
할리우드 언덕 높은 곳 굽이진 도로인 멀홀랜드 드라이브에서 교통사고가 일어난다. 유일한 생존자인 검은 머리 여자는 쇼크 상태로 로스앤젤레스 시내로 내려가 어느 아파트에 숨는다. 다음날 아침 배우 지망생인 베티 엘름스는 이모 아파트에 도착해서 숨은 여자를 발견하고서 깜짝 놀란다. 여자는 자신이 누군지 기억하지 못한다. 그녀는 리타 헤이워스가 출연한 《길다》의 포스터를 보고서 자기를 ‘리타’라고 부르기로 한다. 베티는 리타의 가방을 열어 보고 거액의 돈과 이상하게 생긴 파란 열쇠를 발견한다. ‘윙키스’라는 식당에서 한 남자가 친구에게 식당 뒤에 끔찍하게 생긴 사람이 있는 악몽을 꿨다고 털어놓는다. 둘이 식당 뒤를 살피러 가자 그 사람이 나타나고 남자는 공포로 쓰러진다. 한편 영화감독 아담 케셔는 자기가 찍는 영화를 마피아들이 쥐락펴락하는 상황에 처해 있다. 그는 카밀라 로즈라는 무명 여배우를 주연으로 캐스팅하라는 압력을 받지만 거부한다. 그는 다른 남자와 바람을 피우던 아내 때문에 집에서 쫓겨난 뒤, 자기 계좌가 정지됐고 돈이 한 푼도 없음을 깨닫는다. 그는 ‘카우보이’라는 정체불명의 남자를 만나 카밀라 로즈를 캐스팅하는 편이 신상에 좋을 거라는 말을 듣는다. 또 어딘가에서는 부주의한 살인 청부업자가 전화번호로 가득한 책을 훔치려다 사람 셋을 죽인다.
베티와 리타는 교통사고에 대해 더 자세히 알아보려 애쓴다. 윙키스 식당에 간 둘은 다이앤이라는 종업원을 마주치고, 리타는 ‘다이앤 셀윈’이라는 이름을 떠올려낸다. 두 사람은 전화번호부에서 다이앤 셀윈을 찾아 전화를 걸지만 받지 않는다. 베티는 오디션에 가서 연기 실력에 관해 큰 칭찬을 듣는다. 한 캐스팅 에이전트가 그녀를 아담 케셔가 감독하는 영화 《더 실비아 노스 스토리》의 캐스팅 자리에 데리고 간다. 아담은 카밀라 로즈가 오디션을 보러 오면 그녀를 뽑겠다고 항복한 상태이다. 베티는 아담과 시선을 교환하지만, 그와 만나기 전에 친구와의 약속에 늦었다며 급히 자리를 뜬다. 베티와 리타는 다이앤 셀윈의 아파트에 찾아가 문을 두드리지만 대답이 없자 문을 열고 들어간다. 두 사람은 침실에서 죽은 지 며칠 된 여자의 시신을 발견한다. 둘은 공포에 질려 아파트로 돌아온다. 그날 밤 두 사람은 사랑을 나눈다. 새벽 2시에 리타는 둘이 ‘클럽 실렌시오’라는 극장에 가야 한다고 말한다. 클럽 실렌시오의 사회자는 모든 것은 환상이라고 말한다. 가수 레베카 델 리오가 무대로 올라와 로이 오비슨의 노래 〈Crying〉을 부르다가 쓰러지지만 노래는 계속된다. 노래는 녹음돼 있던 것이다. 베티는 자기 가방에서 리타의 열쇠와 들어맞는 파란 상자를 발견한다. 두 사람은 아파트로 돌아오지만 리타가 열쇠를 집어들자 베티는 어디론가 사라지고 없다. 리타가 상자를 열자 상자는 쿵 소리를 내며 바닥에 떨어진다.
다이앤 셀윈은 베티와 리타가 찾아간 그 아파트에서 깨어난다. 그녀는 베티와 똑같이 생겼지만 실패한 여배우로서, 리타와 똑같이 생긴 성공한 여배우 카밀라 로즈와의 실패한 연애로 깊은 우울증에 빠져 있다. 다이앤은 카밀라의 초대를 받고 멀홀랜드 드라이브에 있는 아담의 집에서 열린 파티에 간다. 만찬 자리에서 다이앤은 자신이 이모가 돌아가시고 유산을 조금 남겼을 때 할리우드로 왔고 《더 실비아 노스 스토리》의 오디션 중에 카밀라를 만났다고 말한다. 앞서 나온 ‘카밀라 로즈’와 똑같이 생긴 여자가 나타나 카밀라에게 입을 맞추고 두 사람은 다이앤에게 웃어 보인다. 아담과 카밀라는 중대 발표가 있다고 밝히지만 그 내용은 웃음소리에 가려 들리지 않고 다이앤은 울면서 그 모습을 바라본다. 그 뒤 다이앤은 윙키스에서 살인 청부업자를 만난다. 카밀라의 살인을 의뢰하는 듯 보인다. 그는 다이앤에게 일이 끝나면 아파트에 파란 열쇠를 남겨 두겠다고 말한다. 다이앤은 자기 아파트에 돌아와 커피 테이블에 놓인 파란 열쇠를 발견한다. 그녀는 환각에 시달리다 비명을 지르며 침대로 뒤어들어 자신을 총으로 쏜다. 극장에서 한 여자가 “실렌시오.”라 속삭인다.

## 출연

### 주연
- 나오미 왓츠: 베티 엘름스/다이앤 셀윈 역
- 로라 해링: 리타/카밀라 로즈 역

### 조연
- 저스틴 서룩스: 아담 케셔 역
- 마크 펠레그리노: 조 역
- 앤 밀러: 코코 역
- 댄 헤다야: 빈첸조 카스틸리아네 역
- 브렌트 브리스코: 돔가드 형사 역
- 로버트 포스터: 맥나이트 형사 역
- 리 그랜트: 루이즈 보너 역
- 스콧 코페이: 윌킨스 역
- 빌리 레이 사이러스: 진 역
- 채드 에버렛: 지미 캐츠 역
- 리타 태거트: 리니 제임스 역
- 제임스 카렌: 월리 브라운 역
- 로리 허링: 로레인 역
- 멀리사 조지: 카밀라 로즈 역

## 기타
- 공동제작: 조이스 엘리아슨
- 미술: 잭 피스크
- 세트: 바바라 하버렉트
- 의상: 에이미 스토프스키
- 배역: 조한나 레이